# Dawit Kldiaszwili
Dawit Kldiaszwili (gruz. დავით კლდიაშვილი, ur. 11 września 1862 w Simoneti w guberni kutaiskiej, zm. 24 kwietnia 1931 tamże) – gruziński pisarz.

## Życiorys
Urodził się w rodzinie szlacheckiej. Od 1872 do 1880 uczył się w gimnazjach w Kutaisi i Kijowie, a 1880-1882 w szkole wojskowej w Moskwie. Służył w wojsku, otrzymał stopień podpułkownika carskiej armii, po rewolucji 1905-1907 zrezygnował z dalszej służby. Pisał opowieści i opowiadań społeczno-obyczajowe z życia szlachty zachodniej Gruzji, m.in. Samaniszwilis dedinacwali (Macocha Samaniszwili, 1897) i mieszkańców wsi - m.in. Szerischwa (Przekleństwo, 1894). Pisał również dramaty. W swojej twórczości nawiązywał do tradycji literackiej I. Czawczawadze.